# Ku Sang
Ku Sang  (Seúl, 16 de septiembre de 1919-ibídem, 11 de mayo de 2004) fue un poeta surcoreano.

## Biografía
Ku Sang creció en Wonsan, en la provincia de Hamgyeong del Sur, situada actualmente en Corea del Norte. Sus padres eran católicos y su hermano mayor sacerdote, pero después de estudiar en Japón, tuvo una crisis de fe y volvió al catolicismo solo más tarde en su vida. Regresó a donde había crecido y trabajó como periodista y escritor. Sus esfuerzos por publicar su poesía justo después de la Segunda Guerra Mundial se encontraron con la resistencia de las autoridades comunistas, por lo que se fue a Corea del Sur. Fue director asistente del grupo de escritores que fueron mandados a cubrir las actividades del ejército de Corea del Sur durante la guerra de Corea. También fue editor jefe de Yeongnam Ilbo, escritor de editoriales para el Kyunghyang Shinmun y profesor de poesía en la Universidad Chung-Ang. También fue miembro de la Academia Coreana de Artes. Falleció el 11 de mayo de 2005 de tuberculosis.

## Obra
Empezó a escribir poesía cuando era estudiante universitario. Sus primeras publicaciones poéticas estuvieron incluidas en un volumen de la Liga de Escritores de Wonsan. Estos poemas fueron criticados ferozmente por el creciente Partido Comunista norcoreano, por lo que se fue a Corea del Sur.
También escribió ensayos sobre literatura, temas sociales y religión. Más tarde editó antologías de literatura. Un buen número de sus obras poéticas trazan su vida en la historia de Corea. Muchos de esos poemas están recopilados en Incluso los nudos de los membrilleros.
Los académicos han remarcado la expresión cándida y directa y la falta de artificio lingüístico de su poesía. Según el Fraile Anthony, una autoridad en materia de poesía coreana, "la poesía de Ku Sang se destaca por el rechazo del simbolismo refinado y de la retórica artificial que se encuentra en obras de poetas como So Chong-ju. En lugar de ello, Ku Sang comienza a menudo sus poemas con la evocación de un momento personal de percepción, en medio de la ciudad o de la naturaleza, y se mueve desde allí a consideraciones de importancia general, donde frecuentemente el poema torna a hacer a meditaciones acerca de la presencia de la Eternidad en el tiempo. Los tema de que trata incluyen la polución del medioambiente, la salud y la espiritualidad".
Su poesía es un fuerte comentario acerca de la injusticia, la desigualdad y lo absurdo de la sociedad moderna. Su obra está basada en su fe cristiana, que ofrece al poeta una fuente pernenne de arrepentimiento. Aunque su obra está inmersa en la búsqueda de una estética poética, rechaza la sensibilidad artística que no tiene profundidad espiritual y el intelecto crudo que está falto de conciencia histórica. La posición del artista se refleja vívidamente en su recopilación de poesía titulada Poemas del páramo (Chotoui Si).
Estos poemas trazan su propia experiencia de la guerra de Corea y describen el proceso para superar el sufrimiento generado por la guerra. Aunque basa su poesía en la fe cristiana, también abraza una amplia variedad de influencias de otras religiones. Sus poemas aluden a las leyendas de Corea, la cultura tradicional, la cultura de la literatura china, la naturaleza, la tradición contemplativa del budismo zen y al pensamiento taoísta.

## Obras en coreano (lista parcial)
Poemarios
- Poemas de Ku Sang (Ku Sang Sijip)
- Poemas del páramo (Chotoui Si)
- Incluso los nudos del membrillero (Mogwa ongdurieseo sayeoni)
- En el banco de Dreyfus (Deurepwiseuui benchieseo)
- Ciclo de poemas de Ku Sang (Ku Sang Yeonjak Sijip)